# 아키모토 쓰네토모
아키모토 쓰네토모(일본어: 秋元永朝, 1738년 6월 2일 ~ 1810년 8월 8일)는 일본 에도 시대의 다이묘로, 야마가타번의 2대 번주이다. 통칭은 이와고로(岩五郎)이다.
겐분 3년(1738년) 4월 5일, 5천 석 영지를 가진 하타모토 우에다 요시마사의 넷째 아들로 태어났다. 우에다 요시마사는 야마가타 번주 아키모토 스케토모의 친형이다. 스케토모의 적자 아키모토 미치토모가 일찍 사망했기 때문에 호레키 10년(1760년) 2월에 쓰네토모가 스케토모의 양자가 되었다. 7월에는 종5위하, 셋쓰노카미에 서임되었다. 메이와 5년(1768년) 5월 24일, 스케토모가 은거함에 따라 가문을 계승하고 2대 번주가 되었다.
안에이 3년(1774년) 12월, 소샤반에 임명되었다. 안에이 8년(1779년) 9월, 업무 중 과실로 인하여 10월까지 출사 정지 처분을 받았다. 안에이 9년(1780년) 12월, 다지마노카미로 이임되었다. 덴메이 3년(1783년), 무라야마 군에 흉년이 들었는데, 이것이 원인이 되어 이듬해 5월, 번 내에서 쌀소동, 폭동이 일어났다. 덴메이 8년(1788년), 소샤반을 사임하였고, 간세이 10년(1798년) 12월에 종4위하로 승진하였다. 분카 7년(1810년) 7월 9일, 73세로 사망하였다. 다섯째 아들 히사토모가 그 뒤를 이었다.
| 전임 아키모토 스케토모 | 제2대 야마가타번 번주 (아키모토 가문) 1768년 ~ 1810년 | 후임 아키모토 히사토모 |